# Европско првенство у атлетици на отвореном 1990 — штафета 4 x 400 метара за жене
Такмичење у трци штафета 4 х 400 м у женској конкуренцији на Европском првенству у атлетици 1990. у Сплиту, одржано је 31. августа и 1. септембра на стадиону Пољуд.
Титулу освојену 1986. у Штутгарту, бранила је штафета Источне Немачке.

## Земље учеснице
Учествовале су 44 такмичарке из 11 земаља. 
1. Западна Немачка (4)
2. Источна Немачка (4)
3. Мађарска (4)
4. Румунија (4)
5. Совјетски Савез (4)
6. Уједињено Краљевство (4)
7. Финска (4)
8. Француска (4)
9. Швајцарска (19)
10. Шведска (25)
11. Шпанија (1)

| Рекорди пре почетка Европског првенства 1990. | Рекорди пре почетка Европског првенства 1990. | Рекорди пре почетка Европског првенства 1990.                | Рекорди пре почетка Европског првенства 1990. | Рекорди пре почетка Европског првенства 1990. |                  |
| --------------------------------------------- | --------------------------------------------- | ------------------------------------------------------------ | --------------------------------------------- | --------------------------------------------- | ---------------- |
| Светски рекорд                                | СССР                                          | Татјана Ледовска Олга Назарова Марија Пинигина Олга Бризгина | 3:15,17                                       | Сеул, Јужна Кореја                            | 1. октобар 1988. |
| Европски рекорд                               | СССР                                          | Татјана Ледовска Олга Назарова Марија Пинигина Олга Бризгина | 3:15,17                                       | Сеул, Јужна Кореја                            | 1. октобар 1988. |
| Рекорди Европских првенстава                  | Источна Немачка                               | Кирстен Емелман Сабине Буш Петра Милер Марита Кох            | 3:16,87                                       | Штутгарт, Западна Немачка                     | 31. август 1986. |
| Најбољи резултат сезоне у свету               |                                               |                                                              |                                               |                                               |                  |
| Најбољи резултат сезоне у Европи              |                                               |                                                              |                                               |                                               |                  |

## Резултати

### Квалификације
У финале иду по три првопласиране штафете из обе квалификационе групе (КВ), и две на основу постигнутог резултата (кв).
| Место | Група | Земља                | Атлетичарке                                                      | Резултат | Белешка |
| ----- | ----- | -------------------- | ---------------------------------------------------------------- | -------- | ------- |
| 1.    | 1     | Совјетски Савез      | Јелена Виноградова Марина Шмонина Јелена Рузина Људмила Џигалова | 3:26,14  | КВ      |
| 2.    | 2     | Источна Немачка      | Мануела Дер Анете Хеселбарт Петра Шерсинг Грит Бројер            | 3:28,22  | КВ      |
| 3.    | 2     | Западна Немачка      | Хелга Арент Габи Леш Карин Јанке Зилке Кнол                      | 3:28,33  | КВ      |
| 4.    | 2     | Уједињено Краљевство | Анџела Пигфорд Jennifer Stoute Патриша Бекфорд Linda Keough      | 3:28,73  | КВ      |
| 5.    | 2     | Швајцарска           | Regula Anliker Марта Гросенбахер Regula Scalabrin Анита Проти    | 3:30,19  | кв      |
| 6.    | 1     | Француска            | Фабијен Фишер Viviane Dorsile Евелин Елијен Мари-Жозе Перек      | 3:28,49  | КВ      |
| 7.    | 1     | Мађарска             | Едит Молнар Ержебет Сабо Ноеми Батори Јудит Форгач               | 3:30,41  | КВ      |
| 8.    | 2     | Финска               | Ана Сурнеки Туја Хеландер Сату Јескелајнен Соња Финел            | 3:31,42  | кв      |
| 9.    | 1     | Шпанија              | Хема Бергаса Хулија Мерино Бланка Лакамбра Естер Лахоз           | 3:31,76  |         |
| 10.   | 2     | Шведска              | Моника Клебе Ева Јохансон Марија Акрака Моника Риден             | 3:33,89  |         |
| 11.   | 2     | Румунија             | Николета Каруцашу Аурика Митреа Тудорица Киду Ела Ковач          | 3:52,34  |         |

### Финале
Такмичење је одржано 1. септембра.
| Место | Земља                | Атлетичарке                                                        | Резултат | Белешка |
| ----- | -------------------- | ------------------------------------------------------------------ | -------- | ------- |
|       | Источна Немачка      | Манела Дер Анете Хеселбарт Петра Шерзинг Грит Бројер               | 3:21,02  |         |
|       | Совјетски Савез      | Јелена Виноградова Људмила Џигалова Јелена Рузина Татјана Ледовска | 3:23,34  |         |
|       | Уједињено Краљевство | Сали Ганел Jennifer Stoute Патриша Бекфорд Linda Keough            | 3:24,78  |         |
| 4     | Западна Немачка      | Карин Јанке Андреа Томас Хелга Арент Зилке Кнол                    | 3:25,12  |         |
| 5     | Француска            | Фабјен Фишер Viviane Dorsile Евелин Елијен Мари-Жозе Перек         | 3:25,16  |         |
| 6     | Швајцарска           | Regula Anliker Марта Гросенбахер Regula Scalabrin Анита Проти      | 3:29,94  |         |
| 7     | Мађарска             | Едит Молнар Ержебет Сабо Ноеми Батори Јудит Форгач                 | 3:32,30  |         |
| 8     | Финска               | Ана Сурнеки Туја Хеландер Сату Јескелајнен Соња Финел              | 3:32,84  |         |